# توماس نوردال
توماس نوردال (سوئدی: Thomas Nordahl؛ زادهٔ ۲۴ مهٔ ۱۹۴۶) بازیکن و مربی فوتبال اهل سوئد بود.
از باشگاه‌هایی که در آن بازی کرده‌است می‌توان به باشگاه فوتبال یوونتوس، باشگاه فوتبال دیگرفوش، و باشگاه فوتبال اندرلشت اشاره کرد.
وی همچنین در تیم‌های ملی فوتبال زیر ۲۱ سال سوئد، و سوئد بازی کرده‌است.